# 앙토니 반덴 보르
앙토니 반덴 보르(프랑스어: Anthony Vanden Borre, 1987년 10월 24일~)은 오른쪽 풀백으로 뛰었던 벨기에의 전 축구 선수이다. 그는 벨기에 축구 국가대표팀의 일원으로 29경기에 출전했으며, 오른쪽 풀백과 오른쪽 윙어에서도 뛰었다.